# Melissa Lucashenko

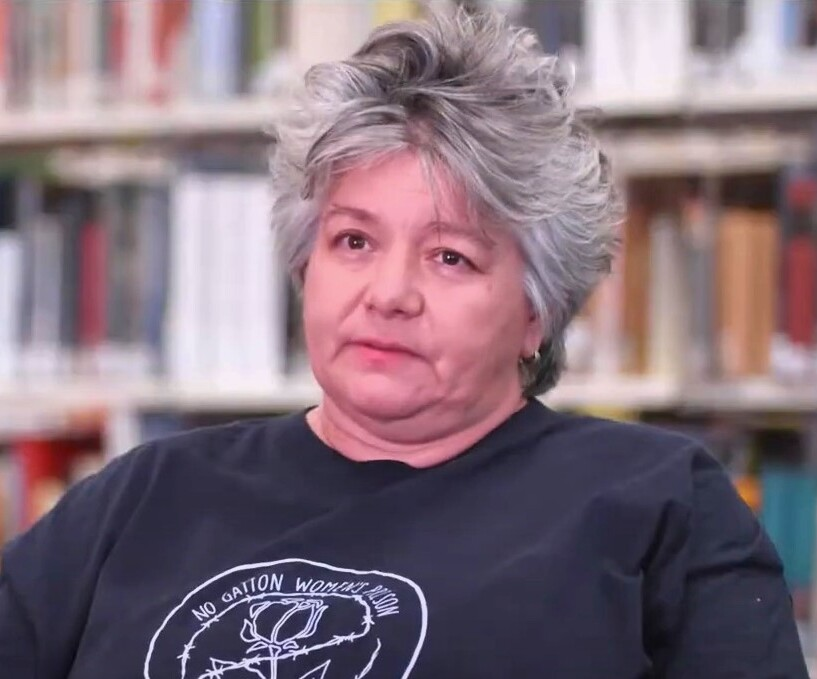

Melissa Lucashenko (Brisbane, 1967) é uma escritora indígena australiana de ficção literária adulta e não-ficção literária, que também escreveu romances para adolescentes.
Em 2013, no The Walkley Awards, ela ganhou o prêmio "Feature Writing Long (mais de 4 000 palavras)" por sua peça Sinking Below Sight: Down and Out in Brisbane and Logan. Em 2019, ela ganhou o prêmio Miles Franklin por Too Much Lip.

## Primeiros anos e educação
Melissa Lucashenko nasceu em 1967 em Brisbane, na Austrália. Sua herança vem dos povos Bundjalung e europeia. Ela é graduada pela Universidade Griffith (1990), com graduação em políticas públicas.
Em 1992, ela foi membro fundadora da Sisters Inside, uma organização que apoia mulheres e meninas na prisão.

## Carreira como escritora
Ela disse que quando começou a escrever seriamente "ainda havia um buraco gritante na literatura australiana", quase sem vozes aborígenes proeminentes e com apenas a Universidade de Queensland Press e alguns outros pequenos veículos publicando o trabalho de escritores aborígines. Quando questionada se ela se considera principalmente uma escritora ou uma escritora aborígine, ela escreve que a questão esbarra em dificuldades semânticas, porque a palavra significa coisas diferentes para pessoas diferentes.
O primeiro trabalho de Lucashenko a ser publicado foi o romance Steam Pigs (1997), que ganhou o Dobbie Literary Award de ficção feminina australiana. Também foi indicado para o prêmio NSW Premier's e o prêmio regional de escritores da Commonwealth.
Em 1998, ela lançou o romance Killing Darcy, que ganhou o Prêmio Aurora da Royal Blind Society, foi finalista do Prêmio Aurealis de 1998 de melhor romance para jovens adultos e foi nomeada na longa lista do James Tiptree Jr Memorial Award de 1998.
O quinto romance de Lucashenko, Mullumbimby, ganhou o prestigioso Deloitte Fiction Book Award em 2013  e o Victorian Premier's Literary Award for Indigenous Writing em 2014, além de ter sido indicado a vários outros prêmios. Em 2015, foi listado para o Prêmio Literário Internacional de Dublin.
Ela também é uma ensaísta de destaque ao ganhar o prêmio Walkley "Feature Writing Long (mais de 4.000 palavras)" de 2013 por Sinking below sight: Down and out in Brisbane and Logan. Falando sobre este ensaio, Lucashenko disse que foi parcialmente informada por seus estudos em políticas públicas: "(...) uma coisa que eu estava tentando destacar na peça era a estranha mistura de fatores estruturais e pura sorte, boa e ruim, que compõe a vida das pessoas. Todas essas mulheres são pobres por causa da violência e da pobreza intergeracional, e essas coisas podem ser atacadas na política e devem ser atacadas na política."
Em setembro de 2015, em colaboração com a Poets House em Nova Iorque, uma gravação de seis membros da First Nations Australia Writers Network lendo seus trabalhos foi apresentada em um evento especial, que foi gravado. Os leitores foram Lucashenko, Jeanine Leane, Dub Leffler, Bruce Pascoe, Jared Thomas e Ellen van Neerven.
Lucashenko recebeu o Copyright Agency Author Fellowship em 2016 para se concentrar em seu novo romance, que foi publicado como Too Much Lip em 2018. No início de 2019, o romance foi indicado ao Prêmio Stella. Os juízes o chamaram de "(...) um retrato destemido, marcante e sem verniz do trauma geracional cortado com humor amargo." O romance ganhou o Prêmio Miles Franklin de 2019. Em maio de 2019, a Cenozoic Pictures optou por Too Much Lip para uma adaptação para a tela, com Lucashenko como co-roteirista e co-criador ao lado de Veronica Gleeson de Cenozoic.

## Vida pessoal e família
Em março de 2014, The Moth Radio Hour exibiu uma gravação de Lucashenko contando a história de se mudar com seu marido e filha de volta para as terras aborígenes em Nova Gales do Sul (onde sua bisavó cresceu) e subsequente divórcio de seu marido e doença mental. de sua filha.

## Obras publicadas

### Romances
- Steam Pigs (em inglês), University of Queensland Press (1997) ISBN 978-0-70-222935-0
- Killing Darcy (em inglês), University of Queensland Press (1998) ISBN 978-0-70-223041-7 (romance YA)
- Hard Yards (em inglês), University of Queensland Press (1999) ISBN 978-0-70-223080-6
- Too Flash (em inglês), IAD Press (2002) ISBN 978-1-86-465048-8 (romance YA)
- Uptown Girl (em inglês), University of Queensland Press (2002) ISBN 978-0-70-223334-0
- Mullumbimby (em inglês), University of Queensland Press (2013) ISBN 978-0-70-223919-9
- Too Much Lip (em inglês), University of Queensland Press (2018) ISBN 978-0-70-225996-8

### Ensaios
- Whiteness" ou "I'm not racist, but..." (em inglês)[20]
- "Who let the dogs out?" (em inglês)[21]
- 2004: "Not quite white in the head" na edição 2 da Griffith Review (em inglês)[22]
- 2005: "Our bodies" em Making Perfect Bodies, Griffith Review, edição 4 (em inglês)[23]
- 2005: "Globalisation, Kimberley style" no Griffith Review, edição 6 (em inglês)[24]
- 2007: "How green is my valley?" no Griffith Review, edição 12 (em inglês)[25]
- 2009: "On the same page, right?" no Griffith Review, edição 26 (em inglês)[26]
- 2009: "The silent majority" no Stories for Today, edição 26 (em inglês)[27]
- 2013: "Sinking Below Sight" no Griffith Review, edição 41 (em inglês). Vencedor do Prêmio Walkley de 2013 e do Prêmio George Munster de Jornalismo Independente de 2014.[28]
- 2013: "History's footnote, or, a Wolvi incident", pp. 63–69, em: Destroying the Joint: Why women have to change the world (em inglês), editado por Jane Caro, UQP.[29]
- Lucashenko, Melissa (22 de julho de 2020). «It's no accident that Blak Australia has survived the pandemic so well. Survival is what we do». The Guardian (em inglês). Consultado em 4 de agosto de 2023

## Prêmios e indicações
Prêmio Aurealis de melhor romance para jovens adultos
- 1998: Killing Darcy (indicada)

Prêmio Aurora da Royal Blind Society
- 1998: Killing Darcy (vencedora)

Prêmios Australian Book Industry
- 2019: Lip (longa lista)[30]

Prêmio Commonwealth Writers'
- 1997: Steam Pigs (indicada)

Courier-Mail Livro do Ano
- 2001: Hard Yards (indicada)[31]

Prêmio Dobbie Literary
- 1998: Steam Pigs (vencedora)[31]

Prêmio Literário Internacional de Dublin
- 2015: Mullumbimby (lista longa)[32]
- 2020: Too Much Lip (lista longa)[33]

Prêmio James Tiptree Jr.
- 1998: Killing Darcy (lista longa)[34]

Prêmio Miles Franklin
- 2014: Mullumbimby (lista longa)[32]
- 2019: Too Much Lip (vencedora)[17]

Prêmio Literário Nita B Kibble
- 2014: Mullumbimby (lista longa)[35]

Prêmios Literários da Nova Gales do Sul
- 1997: Steam Pigs (lista curta)[31]
- 1999: Hard Yards (lista curta)[31]
- 2019: Too Much Lip (lista curta)[36]

Queensland Literary AwardsDeloitte Fiction Book Award
- 2013: Mullumbimby (vencedora)[32]

Queensland Literary AwardsPrêmio Queensland Premier
- 2019: Too Much Lip (vencedora)[37]

Queensland Literary AwardsThe University of Queensland Fiction Book Award
- 2019: Too Much Lip (lista curta)[37]

Prêmio Stella
- 2014: Mullumbimby (lista longa)[32]
- 2019: Too Much Lip (lista curta)[38]

Prêmio Literário Victorian Premier para escritores indígenas
- 2014: Mullumbimby (vencedora)[39]
- 2019: Too Much Lip (lista curta)[40]

Prêmio WalkleyFeature Writing Long (mais de 4000 palavras)
- 2013: "Sinking Below Sight" na Griffith Review, edição 41 (vencedora)[41]